# Francis Million
Pour les articles homonymes, voir Million (homonyme).
Léon Francisque Million, dit Francis Million, né le 7 février 1882 à Lyon (Rhône) et mort à Paris le 6 octobre 1960, est un syndicaliste et homme politique français.

## Biographie
D'origine modeste, Francis Million est ouvrier typographe à Saint-Étienne et (puis ?) correcteur d'imprimerie. Issu d'un milieu professionnel où le syndicalisme est souvent taxé de « réformiste », Francis Million est élu secrétaire de l'Union départementale du Rhône (CGT) en 1913. Il est âgé de 31 ans et est connu pour être propagandiste de la Grève générale et de l'antimilitarisme. En 1914, il est inscrit au « Carnet B » et envoyé au Maroc.
Après sa démobilisation en 1919, il occupe une place importante dans le mouvement syndical lyonnais et s'implique dans le mouvement coopérateur. Il fait partie des militants syndicalistes (comme Alphonse Merrheim), opposés à la guerre, mais qui ne se reconnaissent pas dans l'exemple révolutionnaire soviétique. En 1920, il est remplacé à la tête de l'Union départementale. La scission syndicale de 1921-1922 l'amène à des fonctions de premier plan à la CGT : il « monte » à Paris pour entrer en 1923 au Bureau confédéral de la CGT. Il y siège jusqu'en janvier 1936. Il est un des proches collaborateurs de Léon Jouhaux : il est directeur de l'organe de la CGT, Le Peuple, fondateur du CCEO.
En 1934, il est chargé de la conduite des préliminaires de la réunification syndicale avec la CGTU, Après la réunification syndicale, en 1936, il se rallie, par anti-communisme, à la tendance "Syndicats", menée par René Belin. Son réformisme le désigne pour être nommé par la CGT ou par les gouvernements du Front populaire dans plusieurs organismes techniques : il siège au conseil d'administration de l'Institut supérieur du travail, au Conseil économique. Il est attaché au cabinet ministériel de Charles Spinasse, ministre du Budget dans l'éphémère deuxième gouvernement Léon Blum en 1938. Il siège au conseil général de la Banque de France comme délégué de la CGT.
Le 14 juillet 1940, René Belin, membre du membre du Bureau confédéral de la CGT est nommé secrétaire d'État à la Production industrielle et au Travail. Il s'entoure de plusieurs syndicalistes issus de la CGT. Francis Million est parmi ceux-ci. Il est chef de cabinet de René Belin de novembre 1941 à avril 1942. Il est nommé par décret Conseiller maître à la Cour des comptes le 22 novembre 1941.
Condamné à mort le 15 mars 1946 par la Haute Cour de justice, sa peine est commuée en travaux forcés à perpétuité ; il bénéficie toutefois d'une libération conditionnelle en 1951. Il est inhumé au cimetière parisien de Thiais (Division 22, Ligne 23, Tombe 30).